# Mira Furlan
Mira Furlan (Zagabria, 7 settembre 1955 – Los Angeles, 20 gennaio 2021) è stata un'attrice e cantante croata naturalizzata statunitense.

## Biografia
Mira Furlan era figlia di professori all'università di Zagabria, quando faceva ancora parte della Jugoslavia, poi diventata capitale della Croazia. 
Fu membro del Teatro nazionale croato e apparve frequentemente alla televisione jugoslava e in diversi film, tra cui Papà è in viaggio d'affari (1985) di Emir Kusturica, che vinse la Palma d'oro nell'edizione del 1985 del Festival di Cannes.
Nel 1991 col marito Goran Gajić decise di emigrare a causa dello scoppio della guerra e delle tensioni tra le diverse etnie, essendo suo marito serbo. Il marito, regista, la diresse in alcuni episodi di Babylon 5 e in altre serie tv.
Entrata nel cast di Lost, serie televisiva della emittente americana ABC nel 2004, vi rimase per le prime quattro stagioni interpretando il ruolo di Danielle Rousseau, ma stufa di vivere nelle isole Hawaii, dove si teneva la maggior parte delle riprese, chiese di lasciare il ruolo, il quale era comunque un personaggio marginale poiché non appariva in tutti gli episodi della serie.
Occasionalmente scrisse anche per il magazine croato Feral Tribune.
Mira Furlan è morta il 20 gennaio 2021 nella sua casa di Los Angeles all'età di 65 anni, per alcune complicazioni dovute alla febbre del Nilo occidentale. La dipartita è stata annunciata il giorno seguente sull'account Twitter ufficiale dell'attrice.

## Filmografia parziale

### Cinema
- Novinar, regia di Fadil Hadzic (1979)
- Kiklop, regia di Antun Vrdoljak (1982)
- Pismo - Glava, regia di Bahrudin 'Bato' Cengic (1983)
- U raljama zivota, regia di Rajko Grlic (1984)
- Zadarski memento, regia di Joakim Marusic (1984)
- Horvatov izbor, regia di Eduard Galic (1985)
- Papà... è in viaggio d'affari (Otac na sluzbenom putu), regia di Emir Kusturica (1985)
- Cao inspektore, regia di Zoran Calic (1985)
- Obisk, regia di Boris Jurjasevic (1985)
- Za srecu je potrebno troje, regia di Rajko Grlic - cortometraggio (1985)
- Lepota poroka, regia di Zivko Nikolic (1986)
- Od zlata jabuka, regia di Nikola Stojanovic (1986)
- Spadijer-jedan zivot, regia di Miljenko Dereta (1986)
- Ljubezni Blanke Kolak, regia di Boris Jurjasevic (1987)
- Osudjeni, regia di Zoran Tadic (1987)
- Babylon 5: The Gathering (1993)
- Ostavljeni, regia di Adis Bakrač (2010)
- Cirkus Columbia, regia di Danis Tanović (2010)
- Venuto al mondo, regia di Sergio Castellitto (2012)
- 1943 - Il filo della libertà (Burning at Both Ends), regia di Matthew Hill e Landon Johnson (2022)

### Televisione
- Knez, regia di Drazen Piskoric – film TV (1976)
- Njih troje, regia di Tomislav Radic – film TV (1976)
- Prijedi rijeku ako mozes, regia di Petar Vecek – film TV (1977)
- Istarska rapsodija, regia di Daniel Marusic – film TV (1978)
- Maturanti, regia di Petar Sarcevic – film TV (1979)
- Ljubica, regia di Tomislav Radic – film TV (1979)
- Put u Kumrovec, regia di Eduard Galic – film TV (1980)
- Velo misto – serie TV, 13 episodi (980-1981)
- Rano sazrijevanje Marka Kovaca, regia di Branko Schmidt – film TV (1981)
- Nepokoreni Grad – serie TV, 3 episodi (1982)
- Prestrojavanje, regia di Mario Fanelli – film TV (1983)
- Kiklop, regia di Antun Vrdoljak – miniserie TV, 4 episodi (1983)
- Djecak i zec, regia di Zeljko Bilec – film TV (1983)
- Dundo Maroje, regia di Ivica Kuncevic – film TV (1983)
- Stefica Cvek u raljama zivota, regia di Rajko Grlic – miniserie TV (1984)
- To nije moj zivot, to je samo privremeno, regia di Rajko Grlic – film TV (1985)
- Putovanje u Vucjak – serie TV, 8 episodi (1986-1987)
- Vuk Karadzic – serie TV, 2 episodi (1987-1988)
- Babylon 5 (1994-1998) - serie TV
- Stahlkammer Zürich, 2 episodi (2001)
- Lost – serie TV, 20 episodi (2004-2010)
- Night Stalker (2006) - serie TV

## Doppiatrici italiane
Nelle versioni in italiano delle opere in cui ha recitato, Mira Furlan è stata doppiata da:
- Antonella Rinaldi in Babylon 5
- Beatrice Margiotti in Babylon 5 (ridoppiaggio)
- Noemi Gifuni in Babylon 5: The Gathering
- Roberta Paladini in Lost
- Valeria Perilli in NCIS - Unità anticrimine
- Laura Boccanera in Cirkus Columbia

Da doppiatrice è stata sostituita da:
- Cinzia De Carolis in Arcane